# Gáisejávri
Gáisejávri, enligt tidigare ortografi Kaisejaure, är en sjö i Gällivare kommun i Lappland och ingår i Kalixälvens huvudavrinningsområde. Sjön har en area på 0,259 kvadratkilometer och ligger 882 meter över havet. Sjön avvattnas av en namnlös jokk som mynnar i Vuolip Gáidumjávri.

## Delavrinningsområde
Gáisejávri ingår i det delavrinningsområde (750796-163137) som SMHI kallar för Utloppet av Vuolep Kaitumjaure. Medelhöjden är 672 meter över havet och ytan är 63,29 kvadratkilometer. Räknas de 63 avrinningsområdena uppströms in blir den ackumulerade arean 1 130,68 kvadratkilometer. Kaitumälven som avvattnar avrinningsområdet har biflödesordning 1, vilket innebär att vattnet flödar genom totalt 1 vattendrag (Kalixälven) innan det mynnar i havet. Avrinningsområdet består mestadels av skog (39 procent) och kalfjäll (31 procent). Avrinningsområdet har 15,38 kvadratkilometer vattenytor vilket ger det en sjöprocent på 24,3 procent.